# Akkad (gebied)

Kaart van het Midden-Oosten met de uitbreiding van het Akkadische Rijk, de ligging van het gebied Akkad (gebied) en de locatie van de stad Akkad (bij benadering)

Akkad is de historische naam voor een gebied in Noord-Mesopotamië rond de stad Akkad, waarschijnlijk bij de monding van de Diyala in de Tigris. Na het ontstaan van het Akkadische Rijk werd de geografische benaming Akkad gebruikt voor het gebied tussen Nippur en Sippar. In het eerste millennium v.Chr. werd Akkad niet alleen gebruikt als benaming voor de noordelijke helft van Babylonië, maar ook voor Sumer. De betekenis van de naam Akkad is onbekend.